# Венгерское государство
Венгерское государство (венг. Magyar Álladalom) — недолговечное государство, существовавшее на протяжении последних четырёх месяцев Венгерской революции 1848—1849 годов.

## Напряженность между венгерским парламентом и Францем Иосифом
2 декабря 1848 года Фердинанд V Венгерский отрекся от престола в пользу своего племянника Франца Иосифа I. Апрельские законы, принятые королевским парламентом Венгрии основывались на 12 пунктах, которые устанавливали равенство гражданских и политических прав, а также закладывали основу для экономических и социальных преобразований в Венгерском королевстве. Франц Иосиф убежденный консерватор отказался принять положения апрельских законов и без согласия венгерского парламента отменил их. Этот шаг явно противоречил конституции, поскольку парламентские законы раннее подписанные его дядей Фердинандом, новый монарх не имел права отменять. 4 марта 1849 года. Правительство Габсбургов в Вене приняло новую, так называемую мартовскую конституцию.
Новая мартовская конституция была разработана имперским сеймом Австрии, где венгерский парламент не имел силы повлиять на что-либо при её составлении. Она предоставляла монарху очень широкие полномочия и обозначила путь к неоабсолютизму. Имперский парламент, также не имел власти над парламентом Венгрии. Несмотря на это, Имперский сейм всё же попытался ликвидировать сейм Венгрии (который существовал как высший орган законодательной власти в Венгрии с конца XII века). Мартовская конституция Австрии также противоречила исторической конституции Венгрии и пыталась ликвидировать её на законодательном уровне. Отзыв апрельских законов, сокращение территории Венгрии и традиционной роли в рамках Габсбургской монархии, привели к началу Венгерской революции.
Эти события представляли явную и очевидную угрозу существованию венгерского государства.

## События в Дебрецене
7 марта 1849 года император Франц Иосиф издает постановление, согласно которому территория Венгерского королевства разделяется на пять военных округов, а Княжество Трансильвания восстанавливается. 7 декабря сейм Венгрии формально отказался признать коронацию нового правителя, «поскольку без ведома и согласия сейма никто не может воссесть на венгерский трон», и призвал нацию к оружию. С юридической точки зрения, согласно коронационной присяге, коронованный венгерский монарх не может отказаться от венгерского престола в течение своей жизни, если король жив и не может исполнять свои служебные обязанности, то на смену ему должен прийти регент и от его лица исполнять королевские обязанности. По конституции Фердинанд оставался действующим королем Венгрии. Если нет возможности унаследовать трон из-за смерти предшествующего короля (поскольку Фердинанд был ещё жив), но монарх хочет отказаться от своего престола при жизни и избрать другого короля, практически есть только одно законное решение: парламент свергает действующего короля и избирает его преемника новым королем Венгрии. Но из-за правовой и военной напряженности венгерский парламент не воспользовался этим. Это событие послужило одним из поводов для венгерского восстания. Фактически, с этого времени и до краха революции Лайош Кошут (как избранный регент-президент) стал де-факто и де-юре правителем Венгрии.
Борьба началась с серии австрийских успехов. Принц Виндишгрец, получивший приказ подавить восстание, уверенно начал свое наступление и 15 декабря открыл путь в столицу благодаря победе при Море (30 декабря), а 5 января 1849 года императорская армия заняла Буду, в то время как венгерское правительство и парламент отступили за Тису и обосновались в Дебрецене. Последняя попытка примирения состоялась 3 января, предпринятая более умеренными членами венгерского правительства в лагере Виндишгреца в Бичке. Потерпела неудачу из-за бескомпромиссной позиции австрийского главнокомандующего, потребовавшего безоговорочную капитуляцию, после чего умеренное крыло, в том числе Ференц Деак и Лайош Баттьяни, ушли от политики, оставив Кошута вести борьбу при поддержке восторженных радикалов, составлявших основную часть правительства в Дебрецене. Теперь встал вопрос: насколько военные будут подчиняться гражданскому элементу национального правительства. Первым симптомом диссонанса было заявление командира верхнедунайской дивизии Артура Гёргея из своего лагеря в Ваце (5 января), в котором подчеркивался тот факт, что национальная оборона была чисто конституционной., и угрожая всем, кто может сбиться с этой точки зрения республиканскими устремлениями . Сразу после этого провозглашения Гёргей исчез со своей армией среди холмов Верхней Венгрии и, несмотря на трудности феноменально суровой зимы и постоянное преследование значительно превосходящих сил, с боями спустился в долину Горнад — и выжил. Эта искусная зимняя кампания впервые раскрыла военный гений Гёргея, а дисциплина в тот ужасный месяц марша и контр-марша закалила его новобранцев в ветеранов, к которым его страна относилась с гордостью, а к врагам — с уважением. Его успех вызвал некоторую зависть в официальных кругах, и когда в середине февраля 1849 года был назначен главнокомандующий для выполнения плана кампании Кошута, это жизненно важная должность была дана не тому человеку, который её заслужил а иностранцу, польскому беженцу, графу Генриху Дембинскому, который после кровавой и нерешительной битвы при Капольне (26-27 февраля 1849 г.) был вынужден отступить. Гёргей был немедленно назначен его преемником, и новый генералиссимус вел Гонведов от победы к победе. При умелой поддержке Дьёрдя Клапки и Яноша Дамьянича он неудержимо продвигался вперед. Сражения при Сольноке (5 марта), Исашеге (6 апреля), Ваце (10 апреля) и Надьсарло (19 апреля) стали важными вехами в его триумфальном успехе . 21 мая 1849 года венгерская столица Буда снова оказалась в руках венгров.
Между тем, более ранние события войны настолько изменили политическую ситуацию, что всякая идея компромисса с Австрией, которым лелеял сейм в Дебрецене, была разрушена. Захват Буды утвердил австрийский двор в политике объединения, которую после победы Капольны они сочли безопасным провозгласить. 7 марта сейм Кремсьера был распущен, и сразу же после этого от имени императора Франциска Иосифа была издана прокламация, устанавливающая единую конституцию для всей империи, из которой Венгерское Королевство было разделено на полдюжины. административные округа, отныне были немногим больше, чем самая большая из нескольких подчиненных провинций. Новости об этом манифесте, прибывшие одновременно с успехами Гёргея, уничтожили последние остатки стремления венгерских революционеров к компромиссу, и 14 апреля 1849 года по предложению Кошута сейм провозгласил независимость Венгрии, объявил Дом Габсбургов фальшивым и лжесвидетельством, навсегда лишенным престола, и избрал губернатором-президентом Лайоша Кошута. Венгерского государства. Это было ужасной ошибкой в данных обстоятельствах, и результаты были фатальными для национального дела. Ни правительство, ни армия не могли приспособиться к новой ситуации. С этого момента военные и гражданские власти, представленные Кошутом и Гёргеем, безнадежно теряли симпатию друг к другу, и разрыв увеличивался, пока всякое эффективное сотрудничество стало невозможным.
Между тем унизительные поражения императорской королевской армии и ход событий в Венгрии вынудили венский двор принять помощь, которую российский император Николай I оказал в самом высоком духе Священного союза. Австро-русский союз был объявлен в начале мая, и до конца месяца был устроен общий план кампании. Австрийский главнокомандующий граф Гайнау должен был атаковать Венгрию с запада, русский князь Паскевич — с севера, постепенно окружая королевство, а затем продвигаясь, чтобы положить ему конец одним решающим ударом в середине Тисы. графства. В их распоряжении было 375 000 человек, против которых венгры могли противопоставить лишь 160 000 человек. Венгры тоже были теперь более чем когда-либо разделены между собой, ещё не был составлен план кампании, не назначен главнокомандующий, чтобы заменить Гёргея, которого сместил Кошут. Первые победы Гайнау (20-28 июня) положили конец их нерешительности. 2 июля венгерское правительство покинуло Пешт и перенесло свою столицу сначала в Сегед, а затем в Арад. Русская императорская армия к этому времени также на пути к Тисе и страшному пояску, который был удушением свободы Венгрии все, но завершенной. Кошут снова назначил главнокомандующим храброго, но неумелого Дембинского, который был окончательно разгромлен в Темешваре (9 августа) Гайнау. Это было последняя крупная битва венгерской Войны за независимость. Теперь окончательная катастрофа была неизбежна. 13 августа 1849 года Гёргей, который за два дня до этого был назначен диктатором охваченной паникой правительства, сдал остатки своей подавленной армии русскому генералу Теодору фон Рюдигеру в Вилагосе. Другой армейский корпус и все крепости последовали его примеру: форт Моностор в Комароме, героически защищаемый Дьёрдь Клапкой, капитулировал последним (27 сентября). Кошут и его соратники, которые покинули Арад 10 августа, укрылись на территории Османской империи. Последовал период жестоких репрессий. Лайош Баттьяни и ещё около 100 человек были казнены, несколько женщин были прилюдно избиты, а правительство запретило общественные собрания, театральные представления, демонстрацию национальных цветов, ношение национальных костюмов и бород в стиле Кошута.